# Kainulasjärvi

Byskolan.

Kainulasjärvi är en småort i Pajala kommun i Norrbottens län, Sverige. Byn ligger i Tärendö distrikt (Tärendö socken), 19 kilometer söder om kyrkbyn Tärendö och 2 kilometer öster om Narkån. Orten ligger intill en sjö som har samma namn som orten; Kainulasjärvi, cirka 4 kilometer väster om Kalixälven och cirka 55 kilometer norr om norra polcirkeln. Sjöns egentliga namn är dock Salmijärvi. Genom orten går länsväg BD 939 som slutar där allmän väg upphör, strax nordväst om byn, vid fotbollsplanen.

## Historia

### Etymologi
Byn hette från början Kainulaisjärvi som betyder "Kalixbornas sjö" eller på finska kainulaisten järvi. Kainulasjärvi är ett finskt namn och järvi översätts till på svenska med sjö. Den finska betydelsen av kainulas är mer dunkel. I Norge jämställs kväner med kainulaiset. För kväner i Norge är kainulaiset en folkgrupp som bebyggde den nordligaste kusten. De kom Tornedalen och talade ett finskt-ugriskt språk. De är en befolkningsgrupp som är omnämnda i isländska sagor och i Ottars reseberättelse från 800-talet. Kainulaiset var sannolikt en grupp som talade ett finskt-ugriskt språk som tidigt befolkade området. Men på meänkieli betyder kainulainen individ som talar Överkalix- eller kalixmål och är bosatt i Kalix älvdal söder om byn Hoppet och nertill kusten. Kainulainen är således under 1900-talet en svensktalande individ.

### Muntliga traditioner om byns första invånare
Kainulasjärvis första invånare var, enligt den folkliga traditionen, en person från Överkalix som bosatte sig vid stranden av sjön strax väster om byn. Överkalix kallas på meänkieli för Ylikainus, därav sjöns namn Kainulasjärvi. Enligt en annan folklig tradition var en av bosättarna en same – Paloraukka – som först bodde vid Salmijärvi och som sedan kom att gömma en silverskatt som aldrig blivit återfunnen. Silverskatten sades ett tag vara gömd under byns största tall, som står bakom den nya skolan.
Enligt folkminnet skall det ha funnits en stuga eller koja vid sydöstra stranden av sjön Salmijärvi, i bydelen Saajos. Denna enkla koja skall ha varit byggd av kalixbor (kainulaiset) som använde den när de fiskade i sjön, långt innan de första hemmanen uppstod i byn.
Enligt folkminnet var den första mannen i släktet Oja en kapten i den svenska armén som deltog i slaget vid Oravais 1808 i nuvarande finska Österbotten. Han flydde det blodiga slaget och bosatte sig i Kainulasjärvi.
I Kainulasjärvi hade fiskare först byggt kojor vid sjöns sluttning. Där byggdes senare Hannugården. Därefter kom en från Tärendö och byggde Lampagården, skriver Paulaharju i Ödebygdens folk.

### Kainulasjärvis första nybyggare enligt skriftliga källor
Enligt skriftliga uppgifter lär den första nybyggaren ha byggt Hannu- eller Lampagården. De äldsta skriftliga beläggen på att det fanns nybyggare vid sjön Salmijärvi är från mitten av 1700-talet. De äldsta släktnamnen i byn är: Hannu, Lampa, Vinsa, Aidanpää och Oja.

#### Släkten Hannu
När Kainulasjärvis första nybyggare kom är osäkert, men 1758 är byn omnämnd för första gången. Det var Lars Johansson Skomakare (1734–1805), soldat på Skomakare Rote i Tärendö, som anlade ett krononybygge i Kainulasjärvi. Han var gift med Thomas Erssons syster Kristina Ersdotter. Hemmanet kom senare att heta Hannu Nr 2, efter husbonden Hans Henriksson Nuoksujärvi (född 1790), som blev ägare till hemmanet år 1819 efter Nils Pehrsson f. 1760 som i sin tur tagit över hemmanet av Pehr Thomasson Tuoma (1750-1808), som flyttade till Narken (Pekka) år 1795. Pehr hade tagit över hemmanet av Lars Johansson Skomakare efter att denne flyttat till Narken år 1781.

#### Släkten Lampa
Den andre i ordningen av nybyggare var Per Ersson Snellfot, (son till Eric Persson), soldat på en annan av rotarna i Tärendö.
Per Ersson var bror till Thomas Erssons (Tuoma) hustru Maria Ersdotter från Tornefors. Johan Johansson Lampa var gift med Caisa Ersdotter, syster till Per Ersson och Maria Ersdotter.
Per Ersson Snellfot och hans hustru dog 1771 med ett par veckors mellanrum och efterlämnade två barn, Eric (född 1768) och Margaret (född 1765).
År 1772 kom soldatsonen Johan Johansson Lampa (1741–1800), från Tornefors och tog över nybygget. Namnet Lampa fick hemmanet efter honom. Hemmanet övertogs senare av sonen Henrik Johansson Lampa, född 1770 i Tornefors, som efterträddes år 1797 av Isak Mickelsson, född 1767 från Nuoksujärvi, sonson till grundaren av Nuoksujärvi. Från honom härstammar den nuvarande släkten Lampa.

### Hemmanet Vinsa
Den tredje i raden av nybyggare var Johan Ersson (1738–1786) från Tärendö. Han anlade Vinsa Krono Nybygge år 1776. Själva ordet vinsa förekommer bara som naturnamn ('skogklädd kulle') och släktnamn i meänkieli och kanske i viss mån även över ett vidare område i nordfinska dialekter. Dess ursprung är oklart och kan möjligen vara av det samiska efternamnet Vänsa. I sydfinska dialekter förekommer vinsa i några enstaka belägg och torde vara separata ordutvecklingar.

### Hemmanet Oja

Södra delen av Kainulasjärvi, byaberget Vanhavaara och Alapääs i bakgrunden.

Johan Erssons sonson Mickel Johansson Svala (som också var soldatson) född 1796, anlade år 1829 hemmanet nr. 6 Oja (Mäkis). Platsen hette först Myllymäki (Kvarnbacke).

### Hemmanet Lukkari
Mickels Johansson Svala Ojas son Isac Mickelsson Oja (född 1834), anlade 1864 hemmanet nr 8 Uusitalo eller Järvenmaa som kallades Lukkari.

### Hemmanet Mikko
År 1829 anlade Johan Nilsson (född 1794), hemmanet nr 4 Aidanpää eller Mikko. Han var son till Nils Persson, husbonde på hemmanet nr 2 Hannu. Namnet Mikko kom efter dess 6:e husbonde som hette Mickel Johansson, född 1815 i Tärendö.

### Hemmanet Välitalo

Norra delen av byn, Ylipääs.

Hemmanet nr 5 Aidanpää eller Välitalo tillkom efter klyvning av hemmanet nr 4.

### Hemmanet Hansi
År 1861 anlade Hans Ersson Nilivaara (1822–1881), hemmanet nr 7 Nilivaara eller Järvenmaa, som kallas för Hansi.

### Befolkningsutveckling
| Befolkningsutvecklingen i Kainulasjärvi 1950–2015                                               | Befolkningsutvecklingen i Kainulasjärvi 1950–2015 | Befolkningsutvecklingen i Kainulasjärvi 1950–2015 | Befolkningsutvecklingen i Kainulasjärvi 1950–2015 | Befolkningsutvecklingen i Kainulasjärvi 1950–2015 |
| ----------------------------------------------------------------------------------------------- | ------------------------------------------------- | ------------------------------------------------- | ------------------------------------------------- | ------------------------------------------------- |
|                                                                                                 |                                                   |                                                   |                                                   |                                                   |
| År                                                                                              |                                                   |                                                   | Folkmängd                                         | Areal (ha)                                        |
| 1950                                                                                            | 1950                                              |                                                   | 369                                               | ##                                                |
| 1960                                                                                            | 1960                                              |                                                   | 322                                               | 68                                                |
| 1965                                                                                            | 1965                                              |                                                   | 269                                               | 69                                                |
| 1970                                                                                            | 1970                                              |                                                   | 214                                               | 69                                                |
| 1990                                                                                            | 1990                                              |                                                   | 154                                               | 54#                                               |
| 1995                                                                                            | 1995                                              |                                                   | 194                                               | 59#                                               |
| 2000                                                                                            | 2000                                              |                                                   | 166                                               | 59#                                               |
| 2005                                                                                            | 2005                                              |                                                   | 136                                               | 63#                                               |
| 2010                                                                                            | 2010                                              |                                                   | 131                                               | 63#                                               |
| 2015                                                                                            | 2015                                              |                                                   | 124                                               | 74#                                               |
| Anm.: Upphörde som tätort 1975. ## Som tätort/befolkningsagglomeration 1920–1950. # Som småort. |                                                   |                                                   |                                                   |                                                   |

Vid folkräkningen 1890 var 117 personer skrivna i Kainulasjärvi. I augusti 2020 fanns det enligt Ratsit 111 personer över 16 år registrerade med Kainulasjärvi som adress.

## Talade språk
Fram till 1980-talet talades närmast uteslutande meänkieli i Kainulasjärvi. Blott lärare och folk med högre utbildning talade svenska under 1950-talet och tidigare. Numera talar ungdomen nästan bara svenska, men har i viss utsträckning passiva färdigheter i meänkieli.

## Personer från Kainulasjärvi
- Ingvar Oja, Dagens Nyheters långvarige utrikeskorrespondent som rapporterat från bland annat Indien, Kina, Japan och USA, är från Kainulasjärvi (Karkean Unon poika).
- Birger Winsa, svensk språkvetare, forskare, vetenskapskonstnär och författare.
- Roger Karlsson, professor i klinisk psykiatri på Stanford University i Kalifornien.

- Ishockeyspelaren Mats Sundin är på mödernet bördig från Kainulasjärvi.[20]